# Zuckerman's Famous Pig
Zuckerman's Famous Pig är en sång skriven av Richard M. Sherman och Robert B. Sherman till filmen Fantastiska Wilbur, och inspelad för Soundtrack 1973. Med text på svenska av Bosse Carlsson spelades den in 1976 av Magnus & Brasse, som Svordomsvisan.

### Fotnoter
1. ↑  Joakim Tegblom. ”Låtar du trodde var svenska”. Arkiverad från originalet den 26 oktober 2013. https://web.archive.org/web/20131026075436/http://gotiskaklubben.wordpress.com/2013/09/22/latar-du-trodde-var-svenska/. Läst 19 juni 2014.